# Sub Pop
Sub Pop ist ein US-amerikanisches Musiklabel mit Sitz in Seattle, Washington. Es ist dafür berühmt, als erste Plattenfirma Nirvana, Soundgarden und andere Bands der lokalen Szene unter Vertrag genommen zu haben. Das Label gilt als Wegbereiter des Erfolges der Grunge-Musik.

## Geschichte

### Anfänge
Sub Pop begann 1980 als ein Fanzine, das Bruce Pavitt unter dem Namen Subterranean Pop herausgab. (Ab der zweiten Ausgabe lautete der Titel Sub Pop.) Angeregt durch das Cassetten-Fanzine Fast Forward begann auch Sub Pop, jede zweite Ausgabe als Cassette herauszugeben. Auf diesen wurden Stücke US-amerikanischer – vereinzelt auch ausländischer – Bands vorgestellt, um die studentische Zielgruppe in Seattle mit alternativen Rockklängen vertraut zu machen. Insgesamt erschienen neun Ausgaben von Sub Pop, sechs Hefte und drei Cassetten (Ausgaben 5, 7 und 9). Nach Ausgabe 9 wurde nur noch das Cassetten-Format verfolgt. Die Cover wurden von Charles Burns und Peter Bagge gestaltet. Das Projekt scheiterte letztlich am großen Arbeitsaufwand, wurde aber als Kolumne in der kostenfreien Wochenzeitung The Rocket noch einige Jahre fortgeführt.
Kim Thayil von Soundgarden brachte Pavitt und Jonathan Poneman zusammen, die 1986 beschlossen, ein Plattenlabel zu gründen. 1988 bezogen beide ein Büro im Seattler Terminal Sales Building, was durch den Erfolg von Sub Pop möglich geworden war. Zunächst wurden vor allem Bands aus der lokalen Szene unter Vertrag genommen, um so dem Rest der USA die Musik aus Seattle nahebringen zu können. Jede Werbung für die Musik war gleichzeitig Werbung für ihr Label. Der erste Schritt war der Sub Pop Singles Club, eine Art Abonnement für monatlich erscheinende Singles, dessen erste Veröffentlichung Nirvanas „Love Buzz“/„Big Cheese“-Single war. Der Club hatte in seiner Hochphase ca. 7.000 Abonnenten und existierte von November 1988 bis Dezember 1993. Zwischen April 1998 und Februar 2002 gab es einen zweiten Singles-Club mit neuen Veröffentlichungen.
Sub Pop wurde zur wichtigsten Adresse für Veröffentlichungen der lokalen Szene. Um die Popularität der Grunge-Musik weiter zu fördern, holte man im März 1989 einen Journalisten vom britischen Melody Maker nach Seattle, damit er einen Artikel über die lokale Szene schrieb, der unter der Überschrift „Seattle: Rock City“ veröffentlicht wurde. Pavitt und Poneman wurde allerdings von manchen Grunge-Fans vorgeworfen, ihr Engagement beruhe eher auf Gier als auf Enthusiasmus für die Musik.
Das deutsche Independent-Label Glitterhouse war in der Anfangszeit die europäische Dependance von Sub Pop.

### Kommerzieller Erfolg
Nirvana wechselten kurz vor Veröffentlichung ihres Durchbruchsalbums „Nevermind“ zu Geffen Records, doch Sub Pop wurde an den Einnahmen der Band weiterhin beteiligt, da Nirvanas Bassist Krist Novoselić auf eine weitere Verbindung zu dem Label bestanden hatte.
Im Jahr 1995 wurden 49 Prozent des Labels an die Warner Music Group verkauft. 1996 zog sich Pavitt aus dem laufenden Geschäft zurück. Er kehrte jedoch Anfang der nuller Jahre in beratender Funktion zurück zu Sub Pop.
Nach einer zwischenzeitlichen Krise Ende der neunziger Jahre waren Veröffentlichungen von The Postal Service und The Shins wieder sehr erfolgreich und sicherten das Fortbestehen des Labels. „Give Up“ von The Postal Service ist mit 615.000 verkauften Exemplaren das zweiterfolgreichste Album der Labelgeschichte, die Downloadzahlen des Songs „Such Great Heights“ näherten sich 2005 der 9-Millionen-Marke. „Wincing the Night Away“ von The Shins erreichte mit Platz 2 der Billboard 200 die höchste Chartposition seit Gründung von Sub Pop. Das bis heute meistverkaufte Sub-Pop-Album ist Nirvanas Debüt „Bleach“ mit 1,6 Millionen verkauften Exemplaren.

## Corporate Identity
Die Schaffung einer Marke war von Anfang an im Mittelpunkt der Aktivitäten von Pavitt und Poneman. Dabei orientierten sie sich an erfolgreichen amerikanischen Indie-Labels wie Stax, Motown oder Dischord, die lokale Bezüge und gestalterischen Wiedererkennungswert einbezogen.

### Logo
Das Logo von Sub Pop wurde früh ein Markenzeichen des Labels. T-Shirts mit dem Aufdruck wurden in der Anfangsphase des Labels häufiger verkauft als die Platten. Poneman und Pavitt erkannten früh, dass die modische Qualität des Logos gleichzeitig sehr werbewirksam war.

### Künstlerische Gestaltung
Sub Pop verfolgte vor allem zu Beginn ein Konzept bei der künstlerischen Gestaltung ihrer Veröffentlichungen: Die Fotos wurden von Charles Peterson geschossen, die Gestaltung in musikalischer Hinsicht übernahm als Produzent Jack Endino, ansonsten wurden die Platten oft sehr einfach gehalten, zum Teil waren noch nicht einmal die Namen der Musiker vermerkt.

### T-Shirts
Der Verkauf von T-Shirts mit dem Logo, aber auch mit ironischen Kommentaren wie „Loser“ oder „Going out of business since 1988“ machte von Anfang an einen großen Teil des Umsatzes von Sub Pop aus.

### Freundschaftliche Verbindung
Sub Pop legte nicht nur in der Anfangsphase Wert darauf, enge persönliche Bindungen zu den Musikern zu haben. Sie gewannen auch immer wieder Musiker für direkte Labelarbeit. So arbeitet Kim Warning von den Fastbacks als Managerin, Mark Arm von Mudhoney ist Lagerchef und Isaac Brock von Modest Mouse arbeitete zwischen 2003 und 2005 als A&R-Chef.

### Grungespeak
Bekannt wurde auch die Sub-Pop-Repräsentantin Megan Jasper, die in einem Interview den Hoax einer eigenen Grunge-Sprache verbreitete.

## Künstler bei Sub Pop
Folgende Künstler standen bei Sub Pop unter Vertrag oder haben auf Sub Pop Platten veröffentlicht:
- The Afghan Whigs
- Band of Horses
- Baptist Generals
- Beach House
- Beat Happening
- Big Chief
- Billy Childish
- Bleak
- Blood Circus
- Bright Eyes
- Cansei de Ser Sexy (CSS)
- clipping.
- Dead Moon
- Dum Dum Girls
- The Dwarves
- Earth
- Eric's Trip
- Fastbacks
- Fleet Foxes
- Friends of Dean Martinez
- Green River
- The Gutter Twins
- Hammerbox
- Handsome Furs
- Hazel
- The Hellacopters
- Hot Hot Heat
- Husky
- Iron & Wine
- Kinski
- L7
- Mark Lanegan
- Les Thugs
- Love as Laughter
- Low
- Modest Mouse
- The Monkeywrench
- Mudhoney
- Murder City Devils
- Nirvana
- No Age
- Obits
- Pissed Jeans
- Pond
- The Postal Service
- Red Red Meat
- Rein Sanction
- The Reverend Horton Heat
- Rogue Wave
- The Ruby Suns
- Screaming Trees
- Seaweed
- Sebadoh
- The Shins
- Sleater-Kinney
- Smashing Pumpkins
- Sonic Youth
- Soundgarden
- Still Corners
- Sunny Day Real Estate
- Supersuckers
- Tad
- The Thermals
- Ugly Casanova
- Chad VanGaalen
- The Vaselines
- Vue
- The Walkabouts
- The White Stripes
- Wipers
- Wolf Parade
- The Yo-Yos

## Wichtige Kompilationen
- 1986 – Sub Pop 100
- 1988 – Sub Pop 200
- 1990 – Fuck Me I'm Rich (mit Waterfront Australia)
- 1991 – The Grunge Years
- 1994 – John Peel Sub Pop Sessions
- 1996 – Hype! Soundtrack

## Quellnachweise, Fußnoten
1. 1 2 3 4  Tomasso Schultze: Die Revolution beginnt hier!, in Musikexpress 12/2008, S. 30–41
2. 1 2 3 4 5 6  Frank Sawatzki: 11 Fakten über Sub Pop, Musikexpress, Oktober 2008, S. 16
3. ↑  The Sub Pop Singles Club (Memento vom 30. Januar 2009 im Internet Archive) auf subpop.com (englisch)
4. ↑  Sub Pop Singles Club: A Retrospective (englisch)
5. 1 2  Memorandum auf subpop.com (englisch)
6. ↑  Rembert Stieve: Aufstieg und Fall von: Sub Pop auf gibschub.de
7. 1 2  Sub Pop Singles Club (Seite nicht mehr abrufbar, festgestellt im Mai 2019. Suche in Webarchiven) auf fm4.orf.at
8. ↑  Q&A-Sub Pop co-founder Jonathan Poneman (Memento vom 25. Juli 2008 im Internet Archive) auf launch.yahoo.com (englisch)
9. ↑  Sub Pop: A Visual History of the Early Years (Memento vom 14. Juni 2008 im Internet Archive) auf blender.com (englisch)
10. ↑  Tom Frank, "The Great Grunge Hoax," and The Baffler auf cornell.edu (englisch)